# Unni Nyhamar Hinkel
Unni Nyhamar Hinkel (født 19. januar 1979) er en norsk håndboldmålmand. Hun spillede 50 kampe og scorede 60 mål for Norges håndboldlandshold fra 2001 til 2003. Hun vandt en sølvmedalje under VM 2001.